# Corsomyza ancepsoides
Corsomyza ancepsoides är en tvåvingeart som beskrevs av Hesse 1938. Corsomyza ancepsoides ingår i släktet Corsomyza och familjen svävflugor. Inga underarter finns listade i Catalogue of Life.